# 大塚智子
大塚智子（日语：大塚 智子，1960年7月7日—），日本女性配音員。以前經歷Troubadour音樂事務所。出身於東京都新宿區。東京都立永山高等學校畢業後，進入東京視覺藝術學院，然後首次亮相。

## 演出

### 電視動畫
1974年
- 宇宙戰艦大和號（護士）

1979年
- 哆啦A夢 (大山羨代版)（子犬）

1981年
- 福星小子（雪、藤波龍之介（日语：藤波竜之介）的母親、女高中生）

1982年
- SPACE COBRA（女戰鬥員）
- 心跳今夜（女孩子A）
- 戰鬥機甲薩芬格爾（瑪雷）
- 魔法公主 明琪桃子（日语：魔法のプリンセスミンキーモモ）（茱蒂、珍、小鳥）
- 野生的咆嘯（日语：野生のさけび）

1983年
- 阿爾卑斯物語 我的安妮特（女孩子）
- 伊賀野河馬丸（同級生）
- 聖戰士丹拜因（潔麗露·克吉比[3]）
- 魔法天使奶油麻美（篠田麻美）

1984年
- Gu-Gu甘莫（日语：Gu-Guガンモ）（筑根[4]）
- 重戰機L-Gaim（酒吧女姓）
- 星槍士俾斯麥（克利斯奇那、安利耶特 等）
- 請多指教跑車郎中（日语：よろしくメカドック）（港洋子）

1985年
- 昭和笨蛋小說搞笑第1名！（日语：昭和アホ草紙あかぬけ一番!）（白馬馬力）

1988年
- 麵包超人（青蔥妹妹）
- 光頭騙子禿丸（日语：つるピカハゲ丸）（近藤勝的媽媽）

1989年
- 機動警察（空中小姐）
- 森林大帝 (1989年版)（子鹿）
- 亂馬½（女高中生）2系列

1992年
- 蠟筆小新（1992年—，佐藤正男的媽媽、獵豹〈河村康雄〉 等）

1996年
- 少年桑塔的大冒險（日语：サンタクロースの冒険）（生病的母親）

1997年
- 甜心戰士F（黑色泡沫）
- 櫻桃子劇場 可吉可吉（1997年—1999年，小佩羅、哈雷哈雷的母親）

1998年
- 金田一少年之事件簿（加納理惠、雪夜叉）
- 在夢中相遇（日语：夢で逢えたら (漫画)）（園童、岬課長、受理小姐）

2001年
- 神鵰俠侶（穆念慈）

2006年
- 數碼寶貝拯救隊（雪人獸）

### 電影動畫
- 劇場版 Gu-Gu甘莫（日语：Gu-Guガンモ）（1985年，佃筑根）
- 蠟筆小新（1996年—2023年，獵豹〈河村康雄〉、佐藤正男的媽媽）9作品[注 1]

### 網路動畫
- 蠟筆小新外傳 玩具大戰（日语：クレヨンしんちゃん外伝 おもちゃウォーズ）（2016年，佐藤正男的媽媽）

### 遊戲
1997年
- 超級機器人大戰系列（1997年—2023年，潔麗露·克吉比）10作品[注 2]

2000年
- 櫻桃子劇場 可吉可吉（小佩羅）
- 聖戰士丹拜因 聖戰士傳說（潔麗露·克吉比）

2005年
- Another Century's Episode系列（2005年—2007年，潔麗露·克吉比）3作品

2006年
- 蠟筆小新：驚奇園地的傳說大絕戰！（日语：クレヨンしんちゃん 伝説を呼ぶ オマケの都ショックガーン!）

2007年
- 蠟筆小新DS：呼風喚雨的蠟筆大作戰！（日语：クレヨンしんちゃんDS 嵐を呼ぶ ぬってクレヨ〜ン大作戦!）（獵豹）

2010年
- 蠟筆小新：呆呆忍者傳前進吧！春日部忍者隊！（日语：クレヨンしんちゃん おバカ大忍伝 すすめ!カスカベ忍者隊!）

2011年
- 蠟筆小新：宇宙功夫!? 友情的笨蛋空手道!!（日语：クレヨンしんちゃん 宇宙DEアチョー!? 友情のおバカラテ!!）

2014年
- 蠟筆小新：呼風喚雨春日部電影明星！（佐藤正男的媽媽、獵豹〈河村康雄〉）

## 腳註

## 外部連結
- PONPON'S WORLD（現已閉鎖） （日語）—大塚智子的個人官方網站（2009年3月2日存於互聯網檔案館）。
- （日語）—WEB THE TELEVISION（日语：ザテレビジョン）
- 大塚智子 （页面存档备份，存于） （日語）—KINENOTE
- 大塚智子 （页面存档备份，存于） （日語）—oricon
- 大塚智子 （页面存档备份，存于） （日語）—MOVIE WALKER PRESS（日语：MOVIE WALKER PRESS）
- 大塚智子 （页面存档备份，存于） （日語）—allcinema（日语：allcinema）
- 日本電影數據庫（JMDb）上大塚智子的資料（日語）